# Saint-Dionisy
Saint-Dionisy è un comune francese di 899 abitanti situato nel dipartimento del Gard, nella regione dell'Occitania.
Si è chiamata Saint-Dionizy fino al 22 marzo 2011.

## Società

### Evoluzione demografica
Abitanti censiti